# Ciaran Inkredible
Ciaran Inkredible, также известный под псевдонимами INK и Young Trap Prince — ирландский музыкант, продюсер и клипмейкер из Дублина, исполняющий дрилл, участник хип-хоп-объединения #86. Начал свою музыкальную карьеру в 2017 году с публикации видеоклипа на песню «Goosebumps» (в качестве инструментала использовался ремикс на одноименную песню Трэвиса Скотта). В том же году вышел клип на «Eye For An Eye», который за несколько дней собрал свыше 100 000 просмотров. Последующие затем клипы на композиции «Bad Intentions» и «The Godfather» принесли ему известность за пределами Ирландии, в то же время закрепив за ним статус одного из ведущих дрилл-музыкантов страны. INK также стал одним из главных действующих лиц документальных фильмов Vice и Noisey, посвященных ирландской андеграундной хип-хоп-сцене.
В музыкальном плане творчество Кириана испытывает влияние чикагского дрилла, английского грайма и американского трэпа. INK исполняет песни на ирландском английском. Тематика песен сосредоточена вокруг криминала, организованных преступных группировок, насилия, жестокости. При этом сам INK отрицал какую-либо связь с ирландскими бандами, утверждая что он является «просто музыкальным исполнителем», который «показывает жизнь определенной социальной группы».
Творчество INK’а вызвало общественный резонанс как в Ирландии, так и Англии: отдельные ролики были заблокированы на сервисе YouTube по запросу полиции Лондона за подстрекательство к насилию.

## Дискография
Студийные альбомы
- Eye for an Eye (2019)
- Enter the Six (2021)

Микстейпы
- General (2021)

Синглы
- «Chiraq (Remix)» (2015)
- «Hitman» (2019)
- «Bend and Flex» (2020)
- «Fire in the Booth» (2020)
- «The Solution» (2020)
- «Woody and Buzz» (2020)
- «One Phone Call» (2020)
- «Bruce Wayne» (2020)
- «Hot spicy like chilli» (2020)
- «Aladdin» (2021)
- «Plugged In» (2021)
- «The General» (2021)